# Linda McCartney
Linda Louise McCartney, född Eastman den 24 september 1941 i Scarsdale, New York, död 17 april 1998 i Tucson, Arizona, var en amerikansk-brittisk fotograf och musiker. 
Hon gifte sig med Paul McCartney den 12 mars 1969. Paret fick tre barn: Mary, Stella och James. Linda McCartney hade även en dotter i ett tidigare äktenskap, Heather. 
Hon var medlem i sin makes band Wings och i hans band när han turnerade som soloartist. Som bandmedlem sjöng hon vanligtvis kör och spelade keyboard. Efter hennes död i bröstcancer utkom soloalbumet Wide Prairie (1999).
Som fotograf fotograferade hon många av 1960-talets musikaliska storheter som Jimi Hendrix, Bob Dylan, Janis Joplin och Aretha Franklin. År 1968 blev hon den första kvinnan i historien att ta en omslagsbild till musikmagasinet Rolling Stone. När hon några år senare porträtterades på omslaget tillsammans med Paul McCartney blev hon den enda person som både har fotograferat och prytt omslaget till tidningen.
Linda McCartney var även känd för sin djurrättskamp. Hon var bland annat, liksom maken, vegetarian och gav ut ett flertal vegetariska kokböcker. I dag finns det ett sortiment färdigrätter under hennes namn. Hon har också medverkat i ett avsnitt av The Simpsons – "Lisa the Vegetarian".
Asteroiden 7169 Linda är uppkallad efter henne.